# Andrew Wiggins
Pour les articles homonymes, voir Andrew et Wiggins.
Andrew Christian Wiggins, né le 23 février 1995 à Toronto au Canada, est un joueur canadien de basket-ball évoluant au poste d'ailier pour le Heat de Miami.
Élu meilleur lycéen de l'année tous sports confondus en 2013, il est la meilleure recrue universitaire de 2013. Non éligible pour la draft 2013 de la NBA, il est choisi par les Cavaliers de Cleveland en première position lors de la draft 2014 de la NBA, et envoyé dans un échange contre Kevin Love aux Timberwolves du Minnesota. 
À l'issue de sa première saison en NBA, il est élu Rookie of the Year.

## Biographie

### Jeunesse
Wiggins est né à Toronto, Ontario, et a grandi tout près de Thornhill. Il est le fils d'un ancien joueur NBA, Mitchell Wiggins, et d'une ancienne sprinter canadienne, Marita Payne. À 13 ans, il attire déjà l'attention pour ses capacités de basketteur.

### Carrière lycéenne
Wiggins fréquente le collège d'enseignement général de Vaughan pendant deux ans avant d'être transféré à l'école préparatoire d'Huntington en Virginie-Occidentale en 2011.
En mars 2012, il est invité au Nike Hoop Summit 2012 se déroulant à Portland le 7 avril 2012. Ce match réunit les étoiles montantes du basket-ball mondial et oppose une équipe de jeunes américains à une sélection de joueurs du reste du monde. Lors de cette rencontre, remportée par la sélection mondiale sur le score de 84 à 75, Wiggins inscrit 20 points à 7 sur 18 au tir et capte 7 rebonds en 33 minutes de jeu.
Wiggins est considéré comme le meilleur espoir du basket-ball parmi les lycéens obtenant leur diplôme en 2014, mais annonce en octobre 2012 qu'il sera reclassé dans la classe lycéenne de 2013, et est immédiatement placé devant le précédent numéro un, Jabari Parker, par ESPN.
En mars 2013, Wiggins est sélectionné pour participer au Nike Hoop Summit qui a lieu le 20 avril à Portland,. Lors de ce match, remporté par la sélection mondiale 112-98, il est titulaire et termine avec 17 points, 9 rebonds et 4 passes décisives.
Wiggins est nommé Naismith Prep Player of the Year de l'année 2013 le 25 février. Il est également nommé Gatorade National Player of the Year de l'année 2013 le 28 mars, titre désignant le meilleur joueur national de lycée. En mai 2013, il est nommé Mr. Basketball USA (en).

### Carrière universitaire
Wiggins s'engage avec l'équipe masculine de basket-ball des Jayhawks du Kansas le 14 mai 2013. Avant l'annonce finale, il avait réduit ses choix aux Gators de Floride, aux Wildcats du Kentucky, aux Tar Heels de la Caroline du Nord et aux Jayhawks.

### Carrière professionnelle

#### Timberwolves du Minnesota (2014-2020)
Il est sélectionné en première position de la Draft 2014 de la NBA par les Cavaliers de Cleveland, le 26 juin 2014.
En août 2014, Wiggins fait partie d'un échange entre les Cavs, les 76ers de Philadelphie et les Timberwolves du Minnesota. Wiggins rejoint les Timberwolves avec Anthony Bennett et Thaddeus Young tandis que Kevin Love arrive à Cleveland et Luc Mbah a Moute et Alexey Shved arrivent à Philadelphie,.
En avril 2015, il est élu Rookie of the Year.
Il fait partie des joueurs les plus prometteurs de sa génération, malgré des problèmes récurrents en défense. Avec l'arrivée de Jimmy Butler aux Timberwolves à l'été 2017, Wiggins devient la troisième option offensive de l'équipe. Butler critique le manque d'implication en défense de Karl-Anthony Towns et de Wiggins, créant des tensions dans l'équipe.
Avec une qualification obtenue au dernier match de la saison 2017-2018, Andrew Wiggins dispute son premier match de playoffs contre les Rockets de Houston le 16 avril 2018. Les Timberwolves perdent la série 4-1.

#### Warriors de Golden State (2020-février 2025)
Le 6 février 2020, il est envoyé aux Warriors de Golden State en échange de D'Angelo Russell, Jacob Evans et Omari Spellman.
Au début de la pandémie de Covid-19, Wiggins refuse de se faire vacciner. Or la ville de San Francisco, où les Warriors jouent (au Chase Center) et s'entraînent, décide d'interdire, à partir d'octobre 2021, aux personnes non-vaccinées de rentrer dans une grande salle sur le territoire de la ville. Wiggins risque de perdre 9 millions de dollars s'il ne joue pas les matches à domicile et accepte donc de se faire vacciner avant le début de la saison,.
Les Warriors et Wiggins remportent le titre à l'issue de la saison 2021-2022. Wiggins réalise des bonnes finales derrière la star de l'équipe, Stephen Curry.
En octobre 2022, Wiggins signe une extension de contrat de 109 millions de dollars sur quatre ans.

#### Heat de Miami (depuis février 2025)
En février 2025, il est transféré en direction du Heat de Miami dans un échange à cinq équipes.

### International
Wiggins participe au championnat du monde des moins de 17 ans en 2010 et au championnat des Amériques des 18 ans et moins en 2012. Il aide le Canada à remporter la médaille de bronze dans chacun de ces tournois. Lors du championnat de 2010, Wiggins est le coéquipier d'Anthony Bennett, le choix numéro un de la Draft 2013 de la NBA.

## Palmarès

### NCAA
- Consensus second-team All-American (2014)
- First-team All-Big 12 (2014)
- Big 12 Freshman of the Year (2014)
- Mr. Basketball USA (2013)
- Gatorade National Player of the Year (2013)
- Naismith Prep Player of the Year (2013)
- McDonald's All-American (2013)

### NBA
- Champion NBA en 2022.
- 1 sélection au All-Star Game en 2022.
- Rookie de l'année en 2015.
- Sélectionné dans la NBA All-Rookie First Team en 2015.
- MVP du Rising Star Challenge 2015

## Statistiques

### Universitaires
Les statistiques d'Andrew Wiggins en matchs universitaires sont les suivantes :
| Saison    | Équipe   | Matchs | Titul. | Min./m | % Tir | % 3pts | % LF | Rbds/m. | Pass/m. | Int/m. | Ctr/m. | Pts/m. |
| --------- | -------- | ------ | ------ | ------ | ----- | ------ | ---- | ------- | ------- | ------ | ------ | ------ |
| 2013-2014 | Kansas   | 35     | 35     | 32,8   | 44,8  | 34,1   | 77,5 | 5,86    | 1,54    | 1,17   | 0,97   | 17,06  |
| Carrière  | Carrière | 35     | 35     | 32,8   | 44,8  | 34,1   | 77,5 | 5,86    | 1,54    | 1,17   | 0,97   | 17,06  |

### Professionnelles
| Recrue/rookie de la saison | Champion NBA |

gras = ses meilleures performances

#### Saison régulière
Les statistiques d'Andrew Wiggins en saison régulière de NBA sont les suivantes :
| Saison        | Équipe        | Matchs | Titul. | Min./m | % Tir | % 3pts | % LF | Rbds/m. | Pass/m. | Int/m. | Ctr/m. | Pts/m. |
| ------------- | ------------- | ------ | ------ | ------ | ----- | ------ | ---- | ------- | ------- | ------ | ------ | ------ |
| 2014-2015     | Minnesota     | 82     | 82     | 36,2   | 43,7  | 31,0   | 76,0 | 4,56    | 2,07    | 1,05   | 0,61   | 16,91  |
| 2015-2016     | Minnesota     | 81     | 81     | 35,1   | 45,9  | 30,0   | 76,1 | 3,62    | 2,02    | 0,96   | 0,57   | 20,68  |
| 2016-2017     | Minnesota     | 82     | 82     | 37,2   | 45,2  | 35,6   | 76,0 | 4,00    | 2,30    | 1,00   | 0,37   | 23,57  |
| 2017-2018     | Minnesota     | 82     | 82     | 36,3   | 43,8  | 33,1   | 64,3 | 4,37    | 1,95    | 1,11   | 0,62   | 17,71  |
| 2018-2019     | Minnesota     | 73     | 73     | 34,8   | 41,2  | 33,9   | 69,9 | 4,82    | 2,52    | 0,96   | 0,66   | 18,10  |
| 2019-2020     | Minnesota     | 42     | 42     | 34,7   | 44,4  | 33,1   | 72,0 | 5,21    | 3,69    | 0,69   | 0,86   | 22,43  |
| 2019-2020     | Golden State  | 12     | 12     | 33,6   | 45,7  | 33,9   | 67,2 | 4,58    | 3,58    | 1,33   | 1,42   | 19,42  |
| 2020-2021     | Golden State  | 71     | 71     | 33,3   | 47,7  | 38,0   | 71,4 | 4,89    | 2,35    | 0,94   | 0,99   | 18,59  |
| 2021-2022     | Golden State  | 73     | 73     | 31,9   | 46,6  | 39,3   | 63,4 | 4,45    | 2,21    | 1,04   | 0,70   | 17,21  |
| 2022-2023     | Golden State  | 37     | 37     | 32,2   | 47,3  | 39,6   | 61,1 | 5,03    | 2,30    | 1,22   | 0,76   | 17,11  |
| 2023-2024     | Golden State  | 71     | 59     | 27,0   | 45,3  | 35,8   | 75,1 | 4,52    | 1,68    | 0,59   | 0,58   | 13,23  |
| 2024-2025     | Golden State  | 43     | 43     | 30,1   | 44,4  | 37,9   | 77,7 | 4,60    | 2,40    | 0,90   | 0,80   | 17,60  |
| 2024-2025     | Miami         | 17     | 17     | 32,1   | 45,8  | 36,0   | 73,1 | 4,20    | 3,30    | 1,20   | 1,00   | 19,00  |
| Carrière      | Carrière      | 766    | 754    | 33,8   | 44,9  | 35,6   | 72,5 | 4,50    | 2,30    | 0,97   | 0,66   | 18,50  |
| All-Star Game | All-Star Game | 1      | 1      | 15,0   | 57,1  | 0,0    | -    | 0,00    | 1,00    | 0,00   | 0,00   | 10,00  |

Mise à jour le 1er mai 2025

#### Playoffs
| Saison   | Équipe       | Matchs | Titul. | Min./m | % Tir | % 3pts | % LF | Rbds/m. | Pass/m. | Int/m. | Ctr/m. | Pts/m. |
| -------- | ------------ | ------ | ------ | ------ | ----- | ------ | ---- | ------- | ------- | ------ | ------ | ------ |
| 2018     | Minnesota    | 5      | 5      | 32,8   | 44,1  | 33,3   | 60,0 | 5,20    | 2,00    | 0,40   | 0,40   | 15,80  |
| 2022     | Golden State | 22     | 22     | 34,9   | 46,9  | 33,3   | 64,6 | 7,50    | 1,82    | 1,00   | 1,05   | 16,50  |
| 2023     | Golden State | 13     | 12     | 34,0   | 45,9  | 29,7   | 68,1 | 5,62    | 1,92    | 0,85   | 1,15   | 16,69  |
| 2024     | Miami        | 4      | 4      | 30,5   | 37,2  | 35,0   | 70,0 | 3,30    | 2,30    | 0,30   | 1,30   | 11,50  |
| Carrière | Carrière     | 44     | 43     | 34,0   | 45,6  | 32,4   | 65,5 | 6,30    | 1,90    | 0,80   | 1,00   | 16,00  |

## Records sur une rencontre en NBA
Les records personnels d'Andrew Wiggins en NBA sont les suivants, :
| Type de statistique        | Saison régulière | Saison régulière           | Saison régulière | Playoffs | Playoffs              | Playoffs      |
| Type de statistique        | Record           | Adversaire                 | Date             | Record   | Adversaire            | Date          |
| -------------------------- | ---------------- | -------------------------- | ---------------- | -------- | --------------------- | ------------- |
| Points                     | 47               | Lakers de Los Angeles      | 13 novembre 2016 | 27       | @ Mavericks de Dallas | 22 mai 2022   |
| Paniers marqués            | 17               | 2 fois                     | 2 fois           | 12       | Celtics de Boston     | 13 juin 2022  |
| Paniers tentés             | 33               | Warriors de Golden State   | 8 novembre 2019  | 23       | Celtics de Boston     | 13 juin 2022  |
| Paniers à 3 points réussis | 8                | 2 fois                     | 2 fois           | 4        | 2 fois                | 2 fois        |
| Paniers à 3 points tentés  | 11               | 5 fois                     | 5 fois           | 9        | @ Celtics de Boston   | 16 juin 2022  |
| Lancers francs réussis     | 17               | 2 fois                     | 2 fois           | 6        | @ Kings de Sacramento | 30 avril 2023 |
| Lancers francs tentés      | 22               | Lakers de Los Angeles      | 13 novembre 2016 | 10       | @ Kings de Sacramento | 30 avril 2023 |
| Rebonds offensifs          | 6                | 3 fois                     | 3 fois           | 6        | 2 fois                | 2 fois        |
| Rebonds défensifs          | 11               | @ Knicks de New York       | 23 mars 2018     | 13       | @ Celtics de Boston   | 10 juin 2022  |
| Rebonds totaux             | 13               | @ Jazz de l'Utah           | 25 octobre 2024  | 16       | @ Celtics de Boston   | 10 juin 2022  |
| Passes décisives           | 11               | Raptors de Toronto         | 18 janvier 2020  | 5        | 4 fois                | 4 fois        |
| Interceptions              | 6                | @ Warriors de Golden State | 5 avril 2016     | 4        | @ Celtics de Boston   | 16 juin 2022  |
| Contres                    | 5                | Pacers de l'Indiana        | 12 janvier 2021  | 4        | 2 fois                | 2 fois        |
| Balles perdues             | 6                | 9 fois                     | 9 fois           | 3        | 4 fois                | 4 fois        |
| Minutes jouées             | 49               | Lakers de Los Angeles      | 25 mars 2015     | 44       | @ Celtics de Boston   | 16 juin 2022  |

- Double-double : 31 (dont 6 en playoffs)
- Triple-double : 1

Dernière mise à jour : 18 janvier 2025

## Salaires
Les gains d'Andrew Wiggins en NBA sont les suivants :
| Saison      | Équipe                    | Salaire       |
| ----------- | ------------------------- | ------------- |
| 2014-2015   | Timberwolves du Minnesota | 5 510 640 $   |
| 2015-2016   | Timberwolves du Minnesota | 5 758 680 $   |
| 2016-2017   | Timberwolves du Minnesota | 6 006 600 $   |
| 2017-2018   | Timberwolves du Minnesota | 7 574 322 $   |
| 2018-2019   | Timberwolves du Minnesota | 25 467 250 $  |
| 2019-2020   | Warriors de Golden State  | 27 504 630 $  |
| 2020-2021   | Warriors de Golden State  | 29 542 010 $  |
| 2021-2022   | Warriors de Golden State  | 31 579 390 $  |
| 2022-2023   | Warriors de Golden State  | 33 616 770 $  |
| 2023-2024   | Warriors de Golden State  | 24 330 357 $  |
| Total Gains | Total Gains               | 196 890 649 $ |
| 2024-2025   | Warriors de Golden State  | 26 276 786 $  |
| 2025-2026   | Warriors de Golden State  | 28 223 215 $  |
| 2026-2027   | Warriors de Golden State  | 30 169 644 $  |

## Vie personnelle
Un de ses frères aînés, Nick (en), est un joueur professionnel de basket-ball ayant joué en 2014 aux Walter Tigers Tübingen ; tandis que son autre frère aîné, Mitchell Junior, a joué au basket-ball à l'université du Sud-Est.

## Pour approfondir
- Liste des meilleurs marqueurs en NBA en carrière.